# Quercus sanchezcolinii
Quercus sanchezcolinii là một loài thực vật có hoa trong họ Cử. Loài này được Martínez miêu tả khoa học đầu tiên năm 1954.